# Frontières du Bangladesh
 (août 2025).
Si vous disposez d'ouvrages ou d'articles de référence ou si vous connaissez des sites web de qualité traitant du thème abordé ici, merci de compléter l'article en donnant les références utiles à sa vérifiabilité et en les liant à la section « Notes et références ».

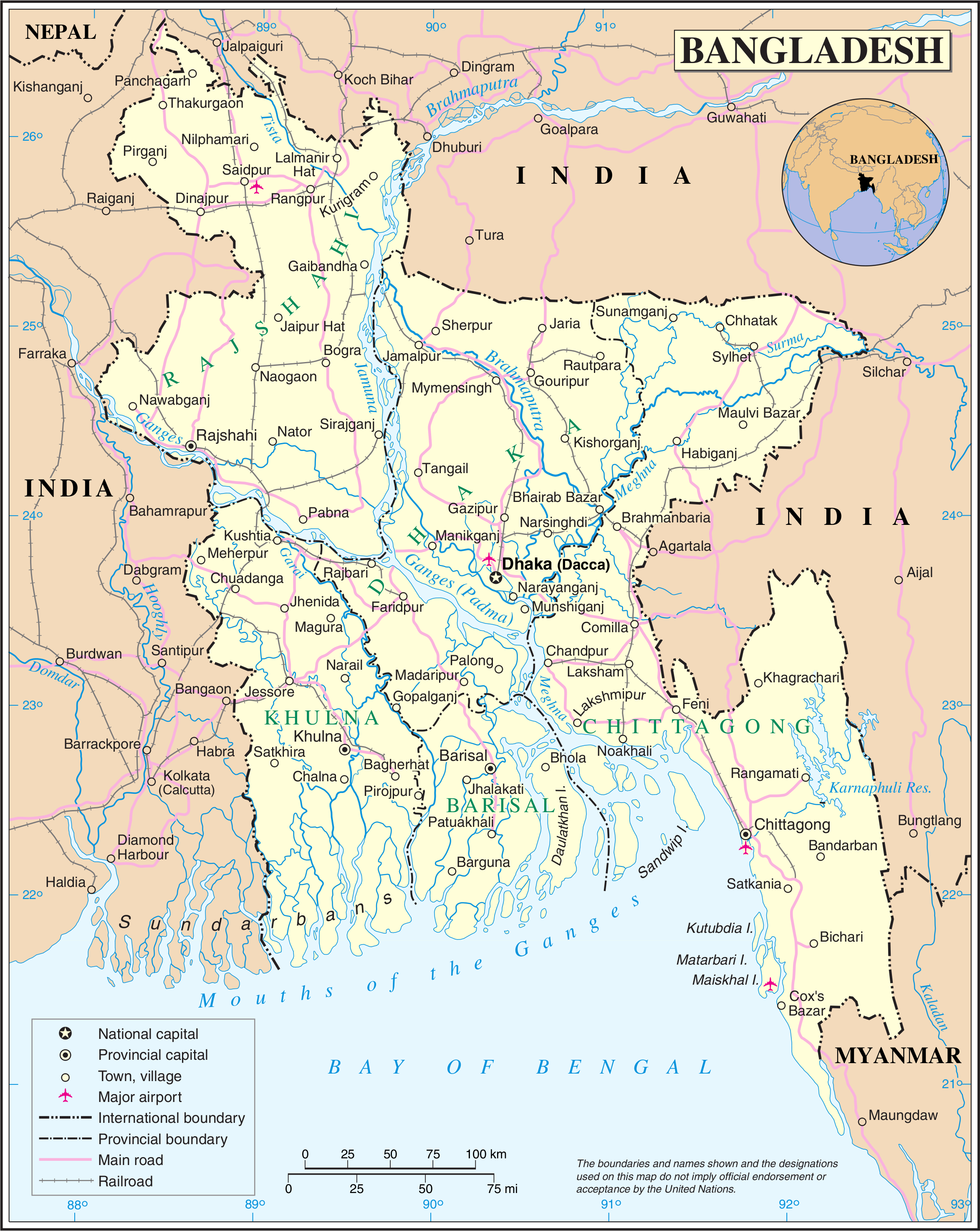
Carte du Bangladesh

Les frontières du Bangladesh sont les frontières internationales que partage le Bangladesh avec les États qui voisinent le territoire sur lequel il exerce sa souveraineté en Asie. Au nombre de deux, elles s'étendent sur un total de 4 253 kilomètres, avec la Birmanie et l'Inde.

## Frontières

### Frontières terrestres
Le Bangladesh partage des frontières terrestres avec deux pays : la Birmanie et l'Inde.

### Total
| Pays     | Terre (km) | Mer (km) | Total (km) |
| -------- | ---------- | -------- | ---------- |
| Birmanie | 193        |          |            |
| Inde     | 4 060      |          |            |
| Total    | 4 253      |          |            |